# Nicèfor Brienni (etnarca)
Nicèfor Brienni (grec medieval: Νικηφόρος Βρυέννιος, Nikiforos Vriénnios) fou un important general romà d'Orient implicat en les revoltes contra l'emperadriu Teodora (r. 1055-1056) i l'emperador Miquel VI (r. 1056-1057).

## Carrera

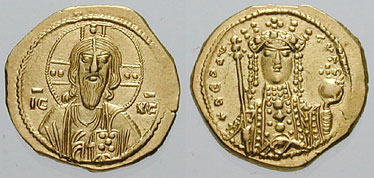
Tetartèron de Teodora

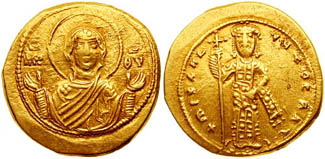
Tetartiron de Miquel VI

Nicèfor era originari d'Adrianòpolis. A mitjans del segle xi ja havia ascendit al càrrec d'etnarca, en el qual comandava els mercenaris estrangers del tema de Macedònia. Apareix per primera vegada el 1050, quan infligí una derrota decisiva als petxenegs, que havien causat grans estralls a les províncies romanes dels Balcans durant molts anys. La seva victòria obligà els petxenegs a aturar les seves incursions durant un temps. A principis del 1055, quan l'emperador Constantí IX (r. 1042-1055) jeia al seu llit de mort, fou convençut pels seus consellers, principalment el logoteta postal Joan, a passar el tron al dux de Bulgària, Nicèfor Proteu. Tanmateix, el seu pla fou anticipat per la cunyada de Constantí, la ja vella Teodora, última descendent de la dinastia macedònia. La guàrdia imperial l'anà a buscar al convent al qual s'havia retirat i la proclamà emperadriu poc abans de la mort de Constantí. Seguidament, llançà una purga d'alts funcionaris i de líders dels exèrcits europeus. Brienni, que aparentment era el candidat preferit dels tagmes occidentals, també fou rellevat i exiliat.
En tornar a la cort després de la mort de Teodora, s'uní als generals descontents amb les accions del nou emperador, Miquel VI. Tot i tornar-li el seu càrrec, l'emperador es negà a retornar-li les possessions i la fortuna que li havia confiscat Teodora. El 1057, havent rebut ordres de marxar al capdavant de 3.000 soldats per reforçar l'exèrcit local de Capadòcia, Nicèfor abandonà la capital fet una fúria i començà a conspirar contra Miquel. Tanmateix, en arribar-hi, feu apallissar i empresonar un representant de l'emperador que l'havia contradit, cosa que els seus oficials veieren com un senyal que estava a punt d'alçar-se en rebel·lió. Així doncs, alliberaren el representant, detingueren Nicèfor, el cegaren i l'enviaren de tornada a Constantinoble. Tanmateix, la seva captura precipità la revolta que portaria Isaac I Comnè al tron després de la batalla de Pètroe.

## Família
Nicèfor Brienni es casà amb una dona anomenada Ana, que era curopalatessa, amb qui tingué dos fills:
- Nicèfor Brienni el Vell, un general que es revoltà contra Miquel VII Ducas el 1077 i de nou contra Nicèfor III Botaniates. Fou derrotat per Aleix Comnè a la batalla de Calaura i també fou cegat. Al seu torn, era el pare o avi de l'historiador i cèsar Nicèfor Brienni el Jove.[8]
- Joan Brienni, que donà suport a l'alçament del seu germà i en rebé el títol de domèstic de les escoles. Una vegada sufocada la revolta, Joan fou capturat per la guàrdia varega i assassinat.[1]